# Municipio de Vivian (Dakota del Norte)
El municipio de Vivian (en inglés, Vivian Township) es un municipio del condado de Sargent, Dakota del Norte, Estados Unidos. Tiene una población estimada, a mediados de 2023, de 93 habitantes.

## Geografía
Está ubicado en las coordenadas 46°14′35″N 97°50′23″O / 46.24306, -97.83972 (46.243089, -97.839604). Según la Oficina del Censo, tiene una superficie total de 92.01 km², de los cuales 90.84 km² corresponden a tierra firme y 1.27 km² están cubiertos de agua.

## Demografía
Según el censo de 2020, en ese momento había 84 personas residiendo en la zona. La densidad de población era de 0.92 hab./km². El 97.62 % de los habitantes eran blancos y el 2.38 % eran de una mezcla de razas. Del total de la población, el 1.19 % es hispano o latino.